# Сонора Реєс
Сонора Реєс — американський письменник латиноамериканського походження, автор янґ-едалт літератури.

#### Особисте життя
Сонора — квір-іммігрант у другому поколінні, народилися і виросли в Аризоні, в родинному будинку. Ходили до католицької школи, яка, за їхніми словами, надихнула їх на творчість з потреби висловити пережите. Використовують займенники вони/їх, та знаходяться в аутичному спектрі. Поза письменницькою діяльністю люблять танцювати, співати в караоке та гратися зі своїми маленькими собачками.

#### Твори
Їхня перша книжка, «Путівник по католицькій школі для лесбійок»  акцентує увагу на гомофобії та розповідає історію про підлітку мексикано-американського походження, що вперше закохалася дівчину, котра відкрито заявляє про свою квірність та не замовчує гомофобних вчителів. Роман був виданий в США в 2022 році, Ю-Ес-Ей Тудей назвали його " одним з 18 романів латиноамериканських авторів, що ви мусите прочитати в 2022".
В Україні перекладений 2024. 
Друга книжка, «Клуб уцілілих ім. Луїса Ортеґи» присвячена темам культури згоди та аутизму. Розповідає історію про підліткок, котрих примушували до сексу, але вони мають намір викрити своїх кривдників. Сонора заявляли, що ця книга —  є їхньою особистою помстою.
На момент 2024 року, пишуть роман для дорослих.